# 颱風尤特 (2013年)
| 太平洋颱風季             |
| 主題頁 - 專題 - 編輯指南 |

颱風尤特（英語：Typhoon Utor，國際編號：1311，聯合颱風警報中心：WP112013，菲律賓大氣地球物理和天文管理局：Labuyo）為2013年太平洋颱風季第11個被命名的熱帶氣旋。「尤特」一名由美國提供，在馬紹爾語中是颮線的意思。此名稱已是第3次使用，之前兩次分別是在2001年及2006年使用，同樣對菲律賓構成重大災害。
由於尤特在菲律賓和中國造成重大損失，所以在第46次世界氣象組織颱風委員會年度會議上遭除名，隔年決定由「百里嘉」取代之，其意為「風浪拍打之下的海岸」；而菲律賓大氣地球物理和天文管理局亦將Labuyo除名。

## 發展過程
2013年8月8日，一個低壓區在關島西南部海面上形成。聯合颱風警報中心給予擾動編號96W。下午2時，聯合颱風警報中心對其在24小時內形成為熱帶氣旋的機會給予「低」的評級。下午8時，日本氣象廳將其升格為熱帶低氣壓。晚上9時，聯合颱風警報中心將發展機率升級為「中」。8月9日下午4時，由於低壓區雲團快速整合，並明顯地產生螺旋性，聯合颱風警報中心發佈熱帶氣旋形成警報。凌晨2時，日本氣象廳對其發佈烈風警報。凌晨5時，聯合颱風警報中心將其升格為熱帶低氣壓，並給予編號11W。香港天文台在凌晨4時45分表示「一個低壓區正為菲律賓以東海域帶來不穩定天氣」，並在早上7時45分表示「菲律賓以東海域的氣壓頗低，一個熱帶低氣壓似乎在形成中」，最後在下午4時正把該低壓區升格為熱帶低氣壓。
8月10日凌晨3時05分，日本氣象廳將其升格為熱帶風暴，並命名為尤特。此後尤特爆發增強，於短短半日之內由熱帶低氣壓，連升三級成為颱風。凌晨3時45分，香港天文台把尤特升格為熱帶風暴。上午5時，聯合颱風警報中心將其升格為熱帶風暴。上午11時45分，日本氣象廳及香港天文台同時把尤特升級為強烈熱帶風暴。下午2時50分，日本氣象廳將其升格為颱風。下午3時45分，香港天文台把尤特升格為颱風。下午5時，聯合颱風警報中心將其升格為颱風。8月11日，尤特增強趨勢一度放緩，但接近中午開始再度急劇增強。上午11時45分，香港天文台把尤特升格為強颱風。尤特在下午發展出一個成熟、細小的風眼。晚上11時，聯合颱風警報中心將其升格為超級颱風。晚上9時半，香港天文台把尤特升格為超強颱風。此時候的尤特環流完整，覆蓋範圍較小。由於接近陸地，尤特開始減弱，風眼亦被填塞。8月12日上午3時，尤特在菲律賓奧羅拉省卡西古蘭沿海登陸。尤特橫過呂宋，期間強度減弱。凌晨4時45分，香港天文台把尤特降格為強颱風。凌晨5時，聯合颱風警報中心將其降格為颱風。尤特在8月12日中午進入南海。由於吸入另一低壓區97W，尤特的雲系增加，但主要集中於中心西南方。但尤特重整環流迅速，於下午即完成修補北面不足的環流。同日晚上，尤特再次發展出風眼，但此風眼屬於雲捲性質，所以在午夜即被填塞。
在8月13日凌晨至日出前，尤特再次大量吸收97W，並因為輻散及輻合極佳，使得環流擴展並變得紥實，亦於凌晨再次發展出一風眼，於可見光雲圖上可清晰看見，而紅外光雲圖上亦可看見，但形狀較差，而且紅外光雲圖上亦曾經顯示出有「閉眼」的情況。此時候尤特的移速已比出海時減慢，但持續穩定向西北偏西方向行走。香港天文台於「為船舶提供的熱帶氣旋警告」中表示「風速超過每小時33海浬之半徑範圍」達到180海浬，即335公里，相比其它強度近似的熱帶氣旋為大。上午11時，聯合颱風警報中心提到「於中國內陸的冷心低壓為尤特帶來空氣流出的通道，並幫助尤特增強」。同日下午2時至4時，尤特幾乎停滯不動，但對流向外擴散，使中心附近對流減少，風切變亦稍作增強。而尤特亦採取一個偏西北的路徑移動。
8月14日，尤特改向西北偏北移動，但其眼壁結構突然無故崩解，尤以東北面為甚。香港天文台在下午2時45分把尤特降級為颱風。下午3時50分，尤特在中國廣東省陽江市陽西縣溪頭鎮沿海再度登陸。尤特繼續往西北或西北偏北方向移動。晚上8時55分，日本氣象廳將其降格為強烈熱帶風暴。晚上11時，聯合颱風警報中心對尤特發出最後警報。但在活躍偏南氣流提供水汽的情況下，登陸後的尤特的南面環流仍然紮實，為風暴中心南面（粵西地區）等地帶來大雨。越南附近陸上有高壓區形成，與副熱帶高壓脊形成鞍形氣壓場。尤特在登陸後至當日晚上改為採取偏西路徑，並因處於副熱帶高壓脊及越南附近高壓區的鞍形氣壓場內，不斷減速移動。香港天文台在晚上11時45分把尤特降級為強烈熱帶風暴。8月15日，尤特改為採取北移路徑。凌晨2時50分，日本氣象廳將其降格為熱帶風暴。香港天文台在凌晨5時45分把尤特降級為熱帶風暴。此後繼續減速，移動變得緩慢；而由於活躍偏南氣流繼續提供水汽，令尤特南面持續出現對流，尤特減弱趨勢亦放緩。天文台在下午3時半才再把尤特降級為熱帶低氣壓。晚上8時45分，日本氣象廳將其降格為熱帶低氣壓，但此後尤特減弱速度仍然較慢。
天文台在8月16日早上6時15分才把尤特降級為低壓區，但日本氣象廳直至8月19日凌晨仍把尤特評為熱帶低氣壓。8月16日，尤特改為採取偏東北移動路徑。尤特相關的殘餘雨帶，為廣東、廣西、湖南南部等地帶來大雨。尤特在8月17日幾乎停留不動，8月18日則突然改向偏西南緩慢移動。由於得到西南季候風的水汽支援，尤特登陸後4日仍不消散，其殘餘雨帶繼續為華南帶來大雨。日本氣象廳在8月19日凌晨2時最後評為熱帶低氣壓，並在早上8時終於評定尤特已消散。

## 影響

### 菲律賓
當地發出之最高風暴信號：三號風暴信號

颱風尤特登陸呂宋的一刻

8月9日上午5時，菲律賓大氣地球物理和天文管理局將已進入責任範圍的低壓區升格為熱帶低氣壓，並發佈第一報熱帶氣旋資訊，命名為Labuyo。
8月10日上午11時，菲律賓氣象部門升格為熱帶風暴，並發出一號風暴信號。下午11時，菲律賓氣象部門升格為颱風，並發出二號風暴信號。
8月11日上午5時，菲律賓氣象部門發出三號風暴信號，菲律賓沿岸地區開始吹烈風。
8月12日上午3時，尤特在奧羅拉省卡西古蘭沿海登陸。下午5時，菲律賓氣象部門解除三號風暴信號。下午10時30分，尤特離開菲律賓氣象部門責任範圍，發佈最後一報熱帶氣旋資訊，並解除所有風暴信號。

#### 災情
尤特以高強度吹襲菲律賓。當時，風暴吹襲菲律賓令山區與首都馬尼拉降下傾盆大雨，暴風雨引發山崩，導致1名22歲男子遭山崩掩埋死亡。另外，風暴引發高達2.5公尺的強浪，導致有45名漁民失蹤。
另一方面，菲律賓外交部部長艾伯特·德爾·羅薩里奧表示，受吹襲省份暫時仍沒有任何傷亡報告。早前在卡坦端內斯省失蹤的51名漁民已確認42名已經回家，仍有9名漁民失蹤。另外北甘馬粦省有14名漁民失蹤。

### 香港
- 當地發出之最高熱帶氣旋警告信號： 八號東南烈風或暴風信號
- 最接近當地時間：2013年8月14日下午1時[12]
- 最接近當地位置：香港之西南偏西約240公里[12]

#### 傳媒提早報道尤特威脅
雖然香港於8月10日仍未受到尤特的影響，但是香港天文台於該日發出新聞稿，表示受到南海南部另一個低壓區影響，尤特未來動向仍有變數，呼籲市民密切留意天文台對尤特的最新預測。發出新聞稿之前，報章《蘋果日報》網站的即時新聞在標題中寫上「『尤特』下周吹正香港」，意味預測正面吹襲香港。但事實上並非如此，因為尤特沒有在距離香港100公里範圍內掠過。

#### 風暴前酷熱天氣
天文台於8月12日上午9時正發出「特別天氣提示」，表示尤特穩定地橫過呂宋，預計尤特會在當日下午進入距離香港800公里範圍，會在當日稍後考慮發出熱帶氣旋警告信號。是次為繼2012年颱風啟德襲港後，天文台首次在風暴襲港之前發出「特別天氣提示」，期間的5次熱帶氣旋襲港，天文台均沒有此安排。天文台於當日下午12時20分更新「特別天氣提示」，表示尤特已經橫過呂宋，進入南海，天文台會在當日稍後考慮發出一號信號。天文台在下午3時正再次更新「特別天氣提示」，表示尤特已進入香港800公里範圍內，並會繼續向西北偏西移動，橫過南海中部，大致移向廣東西部沿岸，天文台會在短時間內發出一號信號。天文台在下午4時05分發出一號戒備信號，當時尤特集結在香港之東南約710公里。天文台預料尤特在翌日午夜前仍與香港保持一段距離，但翌日尤特將逐漸靠近華南沿岸，8月13日早上會考慮發出三號強風信號。天文台在晚上8時45分則表示，會在8月13日日出前考慮發出三號信號。受風暴影響，香港國際貨櫃碼頭、現代碼頭貨櫃公司、亞洲貨櫃碼頭、中遠國際貨櫃碼頭和三號貨櫃碼頭宣佈於8月13日早上6時暫停吉櫃交收。亞洲貨櫃碼頭和現代貨箱碼頭的重櫃交收服務在8月13日下午4時暫停。香港領港會於8月13日下午6時暫停所有港口領航服務。
受尤特外圍下沉氣流影響，8月12日全港天氣相當酷熱，各區氣溫升至攝氏34度或以上，天文台總部錄得攝氏34.9度，為2013年最高氣溫，上水更錄得37.5度高溫。天文台在8月8日上午9時50分發出酷熱天氣警告，至8月12日晚上8時50分才取消，維持107小時。

#### 狂風驟雨的來臨
天文台在8月13日凌晨1時45分表示，會在早上6時前考慮發出三號熱帶氣旋警告信號，並指出尤特是一個結構完整的強颱風，對廣東沿岸地區或構成頗大威脅，市民應提高警覺。天文台在凌晨4時40分發出三號強風信號，當時尤特集結在香港之東南偏南約490公里。早上香港離岸海域及高地開始吹強風，長洲在上午10時左右開始錄得強風。天文台表示，三號信號會在日間大部份時間維持。天文台在下午4時45分表示，尤特會在8月14日早上最接近香港，在香港西南面300公里內掠過，香港風力會進一步增強，天文台會在8月13日晚上考慮是否需要發出八號熱帶氣旋警告信號。因香港天文台於8月13日發出三號強風信號，旅遊事務署主辦的「幻彩詠香江」於當晚暫停。渡輪服務方面，珠江客運宣布受尤特影響，珠三角七個城市來港的航線會在下午6時起停航。由香港前往珠三角的航班就會在晚上8時後停航，預料到翌日下午才會逐步恢復。新渡輪離島橫水渡提早暫停服務。天文台在晚上8時45分再表示，視乎香港風力變化，會在晚間考慮是否需要發出八號信號。由於香港風勢未有繼續增強，天文台在晚上10時45分表示，8月14日午夜後考慮是否需要發出八號信號。此時香港普遍地區吹東至東北強風，離岸海域及高地受烈風影響。

#### 八號信號生效期間
隨著香港風勢恢復增強，長洲在8個指定自動氣象站中率先測得烈風，天文台在晚上11時40分發出「熱帶氣旋之特別報告」，宣佈預計在8月14日凌晨1時40分或之前發出八號熱帶氣旋警告信號。此時香港逐漸轉吹東至東南風，風勢進一步增強。天文台在8月14日凌晨1時40分發出八號東南烈風或暴風信號，當時尤特集結在香港之西南偏南約310公里。天文台預料尤特早上在香港西南面250公里外掠過，八號信號會在早上大部份時間維持。早上香港廣泛地區受東南強風影響，機場在早上6時曾短暫吹烈風，南部地區及離岸海域持續受到烈風影響，高地更吹暴風。天文台在上午9時45分表示，尤特會在下午於廣東西岸登陸及逐漸遠離香港，香港風力會在下午逐漸減弱。天文台會視乎風力變化，在下午考慮是否改發較低熱帶氣旋警告信號；再於一小時後表示下午2時前後考慮改發三號強風信號。但此時尤特持續採取偏北路徑，繼續靠近廣東西岸。香港廣泛地區繼續吹東南強風，南部地區及離岸海域仍然持續受到烈風影響，高地則繼續吹暴風；但天文台在上午11時50分宣佈，確定在下午2時前後改發三號信號。尤特在下午1時最接近香港，在香港之西南偏西約240公里掠過。此時香港風勢仍然強烈，長洲繼早上6時至7時後，於下午1時半左右再次錄得最高10分鐘平均風速達每小時77公里，啟德亦錄得風暴期間該站的最高10分鐘平均風速為每小時50公里。

#### 風勢居高不下
天文台在下午1時40分改發三號強風信號，當時尤特集結在香港之西南偏西約245公里。天文台表示，尤特會在「未來數小時於廣東西岸陽江一帶登陸」，預計香港風力會逐漸減弱，但初時香港西南部風力較大，離岸海域及高地仍然間中吹烈風，有狂風驟雨，預計三號信號會維持一段時間。西貢在下午3時至4時錄得最高10分鐘平均風速為每小時53公里，為該站風暴期間最高風速，比八號信號生效時更高，可見改發三號信號後風勢仍然強勁。雖然尤特減弱為颱風，並登陸陽江，但是日落時份至入夜後，香港仍然有多處地區受強風影響，長洲、機場及西貢仍然持續錄得強風，天文台在下午4時45分表示三號信號會在晚間維持一段時間。晚上較後時間，尤特採取偏西路徑遠離，香港廣泛地區風勢終於稍為減弱，天文台在晚上11時45分表示未來一兩小時考慮改發一號信號。
隨著尤特減弱為強烈熱帶風暴，天文台在8月15日凌晨1時40分改發一號戒備信號，當時尤特集結在香港以西約350公里。8月15日凌晨，香港再轉吹偏南風，西南部地區、離岸海域及高地仍然受到強風影響。流浮山及青衣分別在凌晨2時至3時及凌晨3時至4時錄得每小時44及43公里最高10分鐘平均風速，為該兩站風暴期間首次錄得強風，亦為該兩站風暴期間最高風速。天文台在凌晨4時45分表示，一號信號會在早上維持一段時間。尤特雖減弱為熱帶風暴，但由於尤特變為緩慢北移，其環流繼續覆蓋香港，令香港西南面（大嶼山及附近地區）風勢居高不下，繼續受到強風影響接近一整日，天文台在上午9時45分表示一號信號在日間維持一段時間，再於下午1時45分表示一號信號在下午維持一段時間。隨後尤特進一步減弱為熱帶低氣壓，在沒有事前表示「考慮/短時間內取消所有熱帶氣旋警告信號」的情況下，天文台在下午4時40分取消所有熱帶氣旋警告信號，當時尤特集結在香港之西北偏西約370公里。但受到尤特的殘餘雨帶及一股活躍偏南氣流的共同影響，此後香港天氣仍然不穩定，尤特減弱為低壓區後仍沒有好轉。在八號信號被較低信號取代後，27小時才取消所有熱帶氣旋警告信號，一度是有紀錄以來第二長，但紀錄已被2019年熱帶風暴韋帕的33小時所打破。最長紀錄是1978年強烈熱帶風暴愛娜斯，當時取代八號信號的三號強風信號長達51小時55分鐘，之後更再度懸掛八號信號。

#### 傷亡及影響
風暴期間，8個指定自動氣象站有6個錄得強風，當中2個錄得烈風，三號信號達標，但八號信號不達標。長洲、機場、西貢和啟德錄得最高10分鐘平均風速分別為每小時77、63、53及50公里，而流浮山和青衣的最高10分鐘平均風速為每小時43公里。民政事務總署在各區開放17個臨時庇護站，共有41人入住。風暴在香港造成1死11傷；9名市民因風暴受傷，要前往公立醫院急症室求診。另外，在8月12日一號信號生效期間，3名男子到大埔汀角路心布排村對開的海灘，在離岸三百米海面浮潛捉蟹時懷疑遇上潮漲及巨浪突襲而遇溺，其中兩人獲救，但另一人則失蹤。消防蛙人在翌日早上7時發現該失蹤人士，惟證實不治。
8月12日，互聯網再度流傳一項有關各熱帶氣旋警告信號生效時間的偽造消息，近5年風暴襲港已經多次出現，天文台透過「特別天氣提示」澄清天文台沒有發出該項消息，是天文台首次通過「特別天氣提示」澄清謠言，註明市民應留意天文台透過電台、電視台、天文台網頁和手機應用程式「我的天文台」發放有關尤特的信息。8月13日晚上，則先有偽造九巴收到風暴消息及安排收車的假消息在網上瘋傳，九巴報警處理；後再有天文台發出八號信號機會率的內部文件洩露。

#### 過早改發較低信號的爭議
天文台改發三號信號，取代八號信號之時間為8月14日下午1時40分，比澳門早近兩小時。改發的時間惹來市民及氣象愛好者迴響，尤以香港地下天文台的Facebook專頁中，市民反響較強烈。有氣象愛好者根據當時的氣象數據指出，尤特在下午1時最接近香港，集結在香港之西南偏西約240公里；加上長洲及啟德風力明顯上升，西貢亦在下午3時至4時才錄得該站風暴期間的最高風速，下午1時40分改發三號信號過早。另外有市民以工作時間角度指出，根據勞工處僱員工作守則，八號信號取消時，若距離下班時間仍有3小時或以上，取消後2小時內必須回到工作崗位，下午2時左右改發三號信號，即下午4時前要回到工作崗位；但不少市民的下班時間為下午5時至6時，回到工作地點後很短時間便下班，上班沒意義，卻礙於守則而必須上班，浪費時間。但亦有報章發現，工商界對下午取消八號信號的復工準則不一，多家銀行及金融界指出，公司守則稱下午1時仍發出八號信號便全日停工，令不少白領偷得浮生「全日假」；可是勞工處指引僅要求正常放工3小時前（約下午2時至3時）仍發出八號信號才全日休假，普羅打工仔和藍領當日下午須齊齊迫車趕上班，回公司工作一會才下班。而澳門地球物理暨氣象局在下午3時30分才改掛三號風球，因此澳門大部分上班族都獲得全日打風假。
而天文台改發一號信號後，流浮山及青衣分別在8月15日凌晨2時20分至2時50分及凌晨3時40分至3時46分測得每小時43公里最高10分鐘平均風速，為該兩站風暴期間首次測得強風，亦為該兩站風暴期間最高風速；同時香港西南面（大嶼山及附近一帶，例如長洲、機場等）風勢居高不下，繼續受到強風影響接近一整日，結果8月15日凌晨2時45分至3時45分期間，再度出現8個指定自動氣象站有4個錄得強風的情況，符合三號信號要求，令部份市民認為天文台改發一號信號的時間同樣過早，更比澳門氣象局除下三號風球的時間早近18小時。
風暴過後，天文台助理台長鄭楚明在「天文台網誌」發表文章《如何決定轉波》，進一步解釋在8月14日下午2時前改發三號信號的決定。根據天文台256公里雷達圖像，以及網誌附上一張由天文台雷達及中國國家氣象中心的廣東雷達數據合成的雷達拼圖，均顯示尤特的雨帶沒有覆蓋香港，而香港南面水域，甚至整個珠江口以南海域亦沒有強烈雨帶發展，香港已經失去風力飆升的誘因，加上烈風影響地區沒有擴大（按照8個指定自動氣象站而言，除當日早上6時正，機場剛好及極短暫受烈風吹襲之外，只局限於長洲），故在尤特最接近時間剛過去，天文台便立即改發三號信號。網上亦有評論認為，無論天文台怎樣處理也不能滿足所有人的想法，甚至如果天文台以所謂「人性化」作為考慮，不但影響天文台的公信力，更可能會影響合約（如保險安排）的有效性，並不可取。
最終，在同年9月超強颱風天兔吹襲期間，天文台沒有因天兔迅速減弱而急急改發較低信號，反而靜觀其變，確定烈風的威脅完全解除時才以三號信號取代八號信號。

### 澳門
當地懸掛之最高熱帶氣旋信號：  八號東北風球 /   八號東南風球
- 最接近當地時間：8月14日上午11時
- 最接近當地位置：澳門西南約200公里
- 氣象站瞬間最低氣壓：982.1 hPa（8月14日下午4時2分）

澳門地球物理暨氣象局於8月12日中午12時發出「特別天氣信息」，表示會在下午考慮懸掛一號風球，當時尤特集結在呂宋島附近，預料今日稍後會進入南海。氣象局於8月12日下午，表示於下午6時懸掛一號風球。氣象局於8月12日下午6時懸掛一號風球，當時尤特集結在澳門東南約720公里。氣象局表示，隨著尤特進一步移近華南沿岸，明日下午將移至澳門的正南方，屆時澳門風力增強，會考慮明日下午改掛三號風球。
氣象局於8月13日上午11時表示將於下午1時30分懸掛三號風球。氣象局於8月13日下午1時30分改掛三號風球，當時尤特集結在澳門東南偏南約380公里。氣象局稱，尤特在今晚至明日早上最接近澳門，會視乎情況考慮改掛更高風球。氣象局於8月13日下午6時表示，隨著尤特進一步接近華南沿岸，今晚會考慮改掛八號風球。晚上10時，氣象局表示將於未來數小時考慮改掛八號東北風球。
氣象局於8月14日凌晨3時表示將於凌晨5時改掛八號東北風球。氣象局於8月14日凌晨5時改掛八號東北風球，當時尤特集結在澳門西南偏南約250公里。預料八號風球會維持至中午。氣象局於上午8時由八號東北風球改掛八號東南風球，當時尤特集結在澳門西南約240公里處，並預料八號東南風球將在早上維持。尤特在8月14日上午11時最接近澳門，在澳門西南約200公里的海域掠過。
氣象局於8月14日13時表示，尤特當時集結於澳門西南約230公里，大致趨向廣東西岸。 隨着本澳風力將會減弱，以及尤特將會遠離，氣象局將會按實際情況考慮於下午2時後改掛三號風球。氣象局於8月14日下午3時30分改掛三號風球，尤特當時集結在澳門西南偏西約230公里處，並預測澳門風力將會減弱。預料三號風球將維持一段時間。氣象局曾於8月15日凌晨5時表示，由於外港碼頭、3條澳氹大橋和機場的風力仍然較強，將等風勢進一步減弱後再考慮改掛較低風球，其後於上午8時再次表示預料三號風球將維持一段時間。直至8月15日下午5時氣象局才表示在未來數小時將考慮除下所有風球。
由於尤特移動變得緩慢，澳門仍受強風影響超過25小時。三號風球結果要維持28小時，澳門氣象局於8月15日晚上7時半才能除下所有風球，當時尤特集結在澳門之西北偏西約330公里。當尤特遠離及減弱後，殘餘雨帶仍繼續影響澳門。
受尤特影響，澳門航空今日（8月13日）共有11個航班取消，明天亦有20個航班將取消。噴射飛航宣布，來往香港國際機場和澳門外港碼頭的航班將分別在8月13日晚上7時50分和8時15分開出最後一班。澳門外港碼頭分別往返香港上環和九龍的航班會提供有限度服務，其中往返上環的航線每30分鐘一班。氹仔北安碼頭分別往返香港上環和香港國際機場，以及澳門外港碼頭往返深圳機場福永碼頭的航班已經停航。
尤特吹襲過後，澳門路環黑沙海灘休憩區對開部分泳區海沙流失。

#### 雨量
| 氣象站               | 信號懸掛期間總雨量(毫米) |
| -------------------- | ------------------------ |
| 大潭山站             | 113.8                    |
| 大砲台站             | 85                       |
| 紀念孫中山市政公園站 | 105.8                    |
| 路環分站             | 93.4                     |
| 九澳站               | 104.8                    |
| 海事博物館站         | 104.2                    |

### 中國大陸
當地發出之最高颱風預警信號： 颱風紅色預警信號
8月12日上午10時，中央氣象台發佈颱風黃色預警信號。下午6時，中央氣象台改發颱風橙色預警信號。
8月13日上午10時，中央氣象台改發2013年首个颱風紅色預警信號。中国气象局局长郑国光亦于13日10时30分签发命令，提升重大气象灾害（台风）由3级应急响应为2级应急响应。国家防总8月13日10时启动防汛防台风3级应急响应，汪洋副总理当天在国家防总专题会议上对“尤特”防御工作提出了明确要求。
国家海洋预报台於8月12日发布海浪橙色警报和风暴潮蓝色警报，並预计12日夜间中午到14日中午，南海北部将出现6到10米的狂浪到狂涛区，广东西部沿岸海域将出现4至5.5米的巨浪，海南东北部沿岸海域将出现3.5至4.5米的大浪到巨浪，广东东部沿岸海域将出现3至4米的大浪到巨浪，尤特于8月14日傍晚至夜间在广东茂名至湛江一带登陆。广东沿岸将出现大浪、大潮。
国家海洋预报台亦提醒，广东沿海的一些浴场风大浪大，已不适宜下海戏水游玩。深圳至珠海、北海至海口、海口至海安及三亚至西沙北礁航线也都受到“尤特”的影响，不适宜乘船出行。同时，广东省汕尾到雷州半岛东岸将出现30至100厘米的风暴增水，海南岛东北部沿海将出现30至80厘米的风暴增水。
8月14日下午6時，中央氣象台改發颱風橙色預警信號。
8月15日上午6時，中央氣象台改發颱風藍色預警信號。下午6時，中央氣象台解除颱風藍色預警信號。

#### 廣東
當地發佈之最高颱風預警信號： 颱風紅色預警信號
广东省重大气象灾害应急办公室决定于8月13日08时30分将气象灾害（台风）应急响应升级为1级应急响应。广东省气象局预计“尤特”在8月14日将正面袭击粤西，而且将可能成为近年来影响广东最严重的台风。局长许永锞要求全力迎战“尤特” ，并提出“八点要求”。广东省防总8月13日上午9:00将防风应急响应从3级提升到2级；省民政厅从8月12日中午12:00开始，启动救灾预警响应；广东海事局在12日12时启动了防抗热带气旋3级响应，全面进入防台高度警备状态。8月13日上午，省气象局联动省政府应急办、三大电信营运商，向湛江、阳江、茂名、云浮4市的1300多万手机用户全网发送强台风“尤特”应急提醒短信，通过腾讯QQ弹出窗口对粤西在线1200多万网友弹出台风消息。
汕头莱芜至长山尾客轮航线全线停航，并出现了小快艇非法载客的现象。至8月12日晚上12:00止，茂名市3361艘渔船已全部回港，其中在本港避风的渔船有2652艘，在外港避风的渔船有709艘。
8月13日夜间，广东中西部沿海风力逐渐加大。深圳市气象局借鉴香港天文台，首次在发布台风黄色预警信号之前启动台风高级别预警信号的预发布制度，即在正式发布台风黄色预警信号前2小时预发布相关信息，以便全社会有更充裕的时间采取预防措施，比如学校提前放学、用人单位提前下班等。而粤西大部分沿岸城市改发最高的台风红色预警信号。
8月14日早上，尤特开始向偏北方向移动，粤西风力逐渐加强。下午3时50分，尤特在广东省阳江市阳西县溪头镇登陆。
台风“尤特”是继2008年“黑格比”以来正面登陆广东省的最强台风。粤西、粤东和珠三角普降暴雨到大暴雨，部分站点时段降雨量超百年一遇。广东直接经济损失18亿，其中阳江11亿。“尤特”造成阳江、茂名、江门、湛江等地部分供电线路跳闸，15日下午3时，跳闸的十多条110千伏及以上的线路已恢复送电。15日晚6时30分，东莞道滘镇发生12级大风灾害，造成1死17伤。由于尤特登陆后移动速度缓慢，给粤西等地带来了连续暴雨，全省受灾人口超百万人。

#### 廣西
全區發出之最高颱風預警信號： 颱風橙色預警信號
8月13日上午8時30分，廣西壯族自治區氣象台發佈颱風橙色預警信號。

#### 海南
全省發出之最高颱風預警信號： 颱風橙色預警信號
地方級最高預警：
海南省氣象局於8月13日早上7時將熱帶氣旋3級應急響應提升為2級。琼州海峡客滚船于13日7时全线停航，过海轮渡、粤海铁路等海南进出岛海上交通被中断。
8月13日15时，海南省气象局将全省气象部门热带气旋应急响应提升为1级应急响应。

## 熱帶氣旋信號使用記錄

### 菲律賓
| 菲律賓大氣地球物理和天文管理局 風暴信號 | 菲律賓大氣地球物理和天文管理局 風暴信號 | 菲律賓大氣地球物理和天文管理局 風暴信號 |
| --------------------------------------- | --------------------------------------- | --------------------------------------- |
| 上一熱帶氣旋                            | 一號風暴信號                            | 下一熱帶氣旋                            |
| 熱帶風暴西馬侖                          | 一號風暴信號                            | 熱帶風暴潭美                            |
| 颱風蘇力                                | 二號風暴信號                            | 熱帶風暴潭美                            |
| 颱風寶霞                                | 三號風暴信號                            | 颱風天兔                                |

### 中國大陸
| 中國國家氣象中心 颱風預警信號 | 中國國家氣象中心 颱風預警信號 | 中國國家氣象中心 颱風預警信號 |
| ----------------------------- | ----------------------------- | ----------------------------- |
| 上一熱帶氣旋                  | 颱風黃色預警信號              | 下一熱帶氣旋                  |
| 強熱帶風暴飛燕                | 颱風黃色預警信號              | 颱風潭美                      |
| 超強颱風蘇力                  | 颱風橙色預警信號              | 颱風潭美                      |
| 強颱風海葵                    | 颱風紅色預警信號              | 超強颱風天兔                  |
| 熱帶風暴山竹                  | 颱風藍色預警信號              | 颱風潭美                      |

### 香港
| 香港天文台 熱帶氣旋警告信號 | 香港天文台 熱帶氣旋警告信號 | 香港天文台 熱帶氣旋警告信號 |
| --------------------------- | --------------------------- | --------------------------- |
| 上一熱帶氣旋                | 一號戒備信號                | 下一熱帶氣旋                |
| 強烈熱帶風暴飛燕            | 一號戒備信號                | 超強颱風天兔                |
| 強烈熱帶風暴飛燕            | 三號強風信號                | 超強颱風天兔                |
| 颱風啟德                    | 八號東南烈風或暴風信號      | 颱風海鷗                    |
| 颱風啟德                    | 八號烈風或暴風信號          | 超強颱風天兔                |

### 澳門
| 地球物理暨氣象局 熱帶氣旋信號 | 地球物理暨氣象局 熱帶氣旋信號 | 地球物理暨氣象局 熱帶氣旋信號 |
| ----------------------------- | ----------------------------- | ----------------------------- |
| 上一熱帶氣旋                  | 一號風球                      | 下一熱帶氣旋                  |
| 強烈熱帶風暴飛燕              | 一號風球                      | 颱風天兔                      |
| 強烈熱帶風暴飛燕              | 三號風球                      | 颱風天兔                      |
| 颱風韋森特                    | 八號東北風球                  | 颱風天鴿                      |
| 颱風啟德                      | 八號東南風球                  | 颱風海鷗                      |
| 颱風啟德                      | 八號風球                      | 颱風海鷗                      |

## 外部連結
- （日語）http://www.jma.go.jp/ （页面存档备份，存于） 日本氣象廳首頁
- （英文）http://www.usno.navy.mil/JTWC/（页面存档备份，存于） 聯合颱風警報中心首頁
- （简体中文）https://web.archive.org/web/20120928121548/http://www.nmc.gov.cn/ 中央氣象台首頁
- （繁體中文）http://www.cwb.gov.tw/（页面存档备份，存于） 中央氣象局首頁
- （繁體中文）http://www.hko.gov.hk/（页面存档备份，存于） 香港天文台首頁
- （繁體中文）http://www.smg.gov.mo/（页面存档备份，存于） 澳門地球物理暨氣象局首頁